# Batalla naval de Sluis
La batalla naval de Sluis  (24 de juny de 1340) va ser el primer gran enfrontament armat entre anglesos i francesos en el marc de la interminable Guerra dels Cent Anys. En ella, Anglaterra es va adjudicar una primera i important victòria sota el comandament del rei Eduard III

## Origen del conflicte
Isabel d'Anglaterra, filla de Felip IV de França, era la mare del rei Eduard III d'Anglaterra i pertanyia a la dinastia Capet. Per aquest motiu, el jove monarca de 16 anys sostenia que li assistia el dret successori sobre el tron francès, ja que Felip i els seus tres fills barons havien mort sense descendència. La corona francesa, en la seva teoria, havia de passar a la seva mare Isabel i després a ell mateix.
Els francesos no hi estaven d'acord i van lliurar el tron a la família Valois per evitar que Anglaterra s'apoderés de França per un accident de la natura.
Quan el nou rei Felip VI es va annexionar Gascunya, Eduard va reclamar el regne de França i, davant la lògica negativa del rei gal, va declarar la guerra.

## L'elecció del lloc de Sluis
Sluis va ser una de les dues úniques batalles que Eduard III d'Anglaterra va comandar en persona (l'altra va ser la de l'Espagnols-sur-Mer).
L'elecció del lloc de l'atac no va ser fàcil per al rei anglès: necessitava una rada o caleta protegida, de boca ampla i prou gran com per allotjar l'enorme flota que ell planejava portar-hi. El lloc escollit va ser la badia de L'Écluse (en francès; Sluis o Sluis en neerlandès), un braç de mar situat entre la costa de Flandes occidental i la regió holandesa de Zelanda.
Felip VI de França estava sobre avís que Eduard III d'Anglaterra planejava una gran invasió. És possible que hi hagués interceptat una carta del rei al seu fill Eduard, Príncep de Gal·les, anomenat el Príncep Negre pel color amb què havia pintat la seva armadura per facilitar als seus homes individualitzar i seguir- en els combats. En ella, el rei afirma haver reunit una flota ofensiva de 200 vaixells. El francès va fer el mateix i va posar la seva a les ordres de l'almirall Hugo Quiéret i de l'advocat Nicolás Béhucet, tresorer de la corona. Part important de la flota francesa estava formada per galeres genoveses al comandament de l'italià Egidi Boccanegra, germà del dux Simone Boccanegra. La major part de les tropes genoveses estava formada per arquers experts, assistits per nombrosos ballesters de la Picardia.

## Paritat de forces

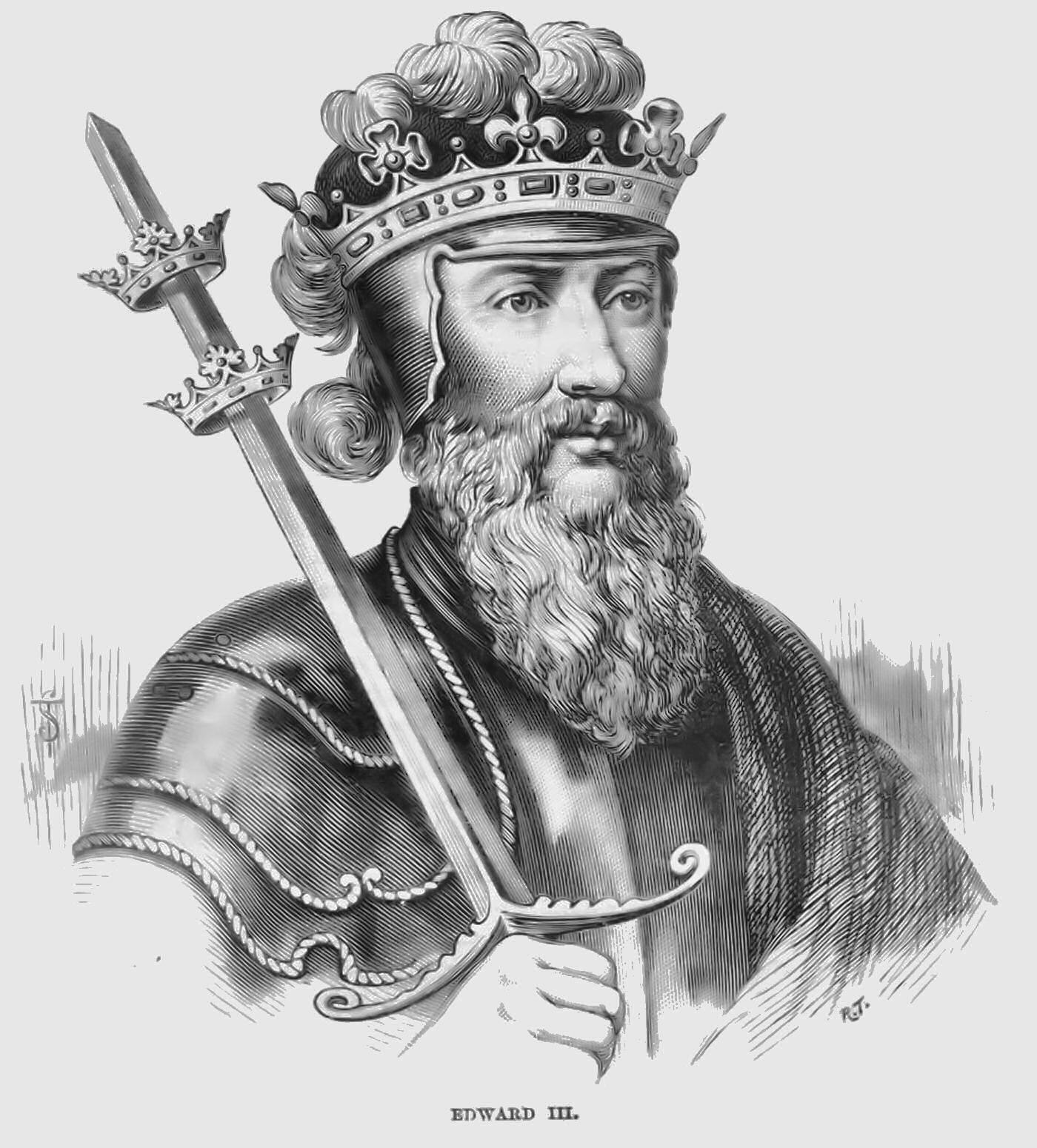
Eduard III.

Si bé la dimensió de la flota anglesa està comprovada per la carta esmentada, alguns historiadors segueixen discutint la seva suma. Molts afirmen que la flota d'Eduard III d'Anglaterra era molt inferior en nombre, encara que se sap amb certesa que en salpar el 22 de juny del port anglès d'Orwell, comptava com a mínim amb 200 naus. A la costa belga de Flandes l'esperava l'almirall del Mar del Nord, sir Robert Morley, amb 50 navilis més com a mínim. Anaven a bord de la flota anglesa més de 40.000 homes entre mariners i soldats.
No tots els vaixells anglesos eren de guerra: hi havia entre ells molts transports de bona qualitat, destinats a dur a cert nombre de dames angleses, especialment comtesses, baronessa i nombroses esposes dels cavallers que es disposaven a entrar en combat i que estaven a bord dels vaixells de la flota. Fonts angleses denoten que Eduard va posar a cura d'elles a un cos especial de 300 guerrers i 600 arquers anglesos. No obstant això, una d'aquestes dones (una dama d'honor de la reina) lamentablement va morir a la topada que va seguir.

## La preparació per a la batalla
La flota anglesa va ancorar a Blankenberge a la tarda del 23 de juny de 1340, i Eduard III d'Anglaterra va enviar una petita força amb intencions de fer un prolix reconeixement. Els espies van reportar al rei que dins de la badia hi havia tants vaixells que els seus pals "semblaven un interminable bosc". Entre els vaixells francesos, el capità de la flota anglesa va poder assenyalar a Eduard multitud de vaixells de la Normandia, alguns dels quals havien arrasat el port anglès de Southampton i capturat l'anterior nau capitana anglesa, la "Christopher". El monarca va manifestar que "durant molt de temps he desitjat tornar a trobar-me amb ells, ara, si a Déu plau i a Sant Jordi, lluitarem. En veritat m'han fet enorme mal, i, si fos possible, tractaré de venjar-me d'ells". Reginald Cobham van navegar fins a Flandes per aconseguir que la flota flamenca s'unís a l'anglesa.
Mentre això succeïa, el genovès Boccanegra aconsellar als capitans francesos fer-se a la mar per evitar veure's atrapats dins la badia. No obstant això, Béhucet, que tenia el rang de Conestable i era en conseqüència el militar de més alt rang de la força francesa, va desestimar aquesta opinió i es va negar a llevar àncores. És possible que la seva intenció hagi estat conservar i defensar aquesta zona de la costa per protegir el camí ral entre París i Bruges que passava per allà.
Els vaixells francesos es van col·locar en la posició normal de les batalles navals de l'edat mitjana: formats en tres o quatre línies paral·leles, estant cada vaixell lligat amb maromes als veïns d'ambdós costats. Les naus de major port es van ubicar a l'avantguarda, per tal de protegir les més petites que quedaven darrere.

## Arriben els anglesos i comença el combat

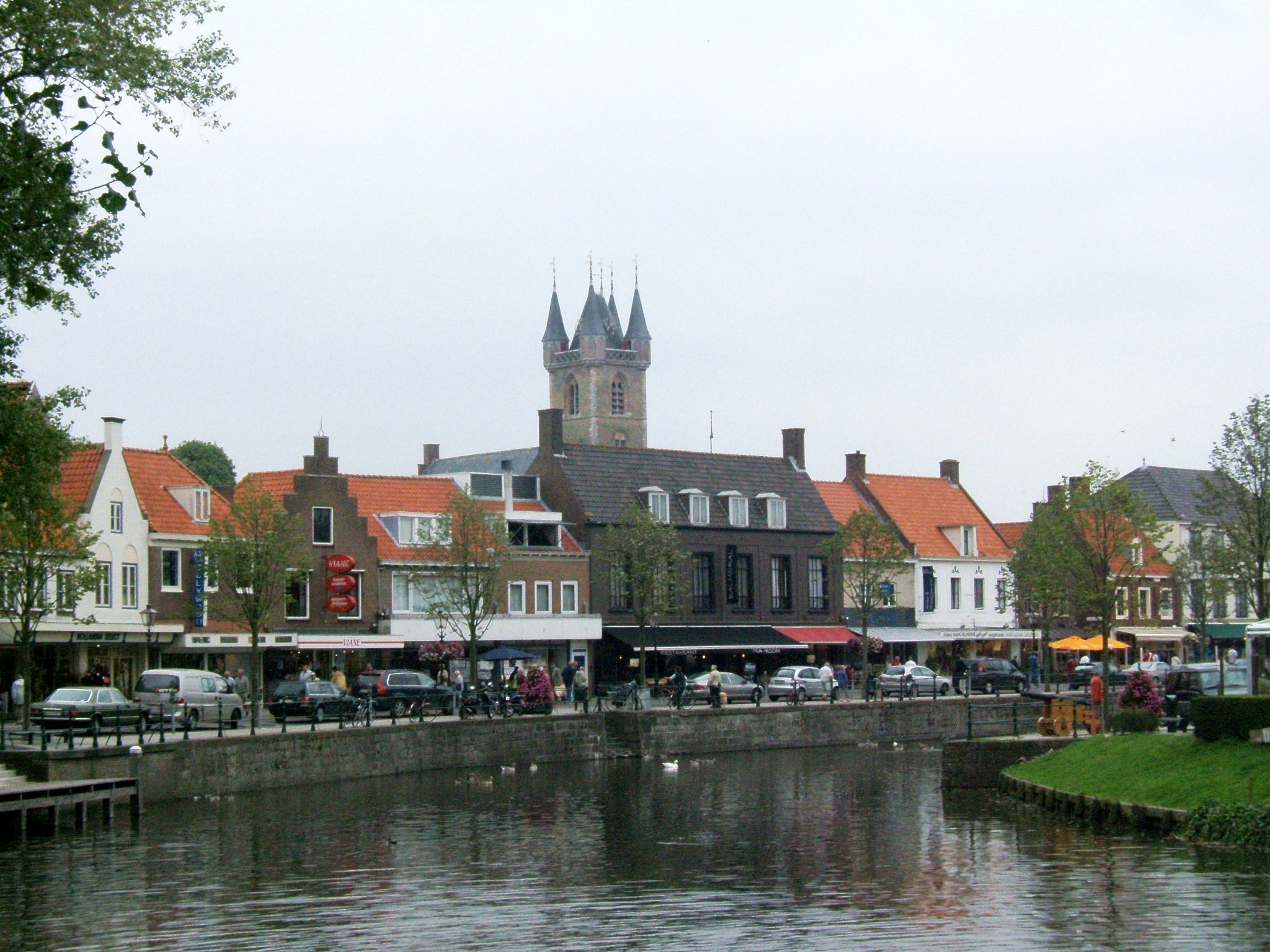
El lloc de la batalla, avui.

Eduard va entrar amb la seva flota a la badia en el matí del dia 24, i immediatament va ordenar maniobrar per col·locar els seus vaixells a sobrevent, formats en només dues línies. Una vegada que va estar en posició, va fer arriar les veles perquè el sol -que estava a l'esquena- enlluernés als enemics, i va ordenar atacar.
El primer moviment dels anglesos va ser recuperar la "Christopher", presa pels francesos un any abans. El vaixell es comportava com insígnia de la flota enemiga, de manera que, en veure l'estendard d'Eduard III, es va dirigir immediatament contra ell. La nau va ser recuperada en poc temps, i els soldats francesos que la tripulaven, massacrats. Eduard va fer transbordar la "Christopher" el seu cos de trompeters, i la lluita va començar al ritme d'aires militars.
La primera línia anglesa va fer d'avantguarda, atacant al seu semblant francesa, mentre que la segona es va escindir en dues seccions, que aparentment flanquejaren a la segona i tercera línies enemigues. Igual que els francesos, Eduard va posar als vaixells més poderosos al capdavant, fent que els arquers s'enfilessin a les veles per tenir una línia de tir més clara i una millor visió de les cobertes enemigues. Entre cada dues naus de guerra es va col·locar un transport de tropes ple d'homes d'armes. La resta dels arquers van quedar-se als vaixells de rereguarda en qualitat de reserva.
La batalla va degenerar immediatament (d'acord amb la seva època) en una successió d'abordatges mutus, que comportaven salvatges batalles campals cos a cos sobre les cobertes dels vaixells.
La lluita va ser ferotge i la violència, enorme. No obstant això, Eduard afirma en la carta esmentada que l'enemic "es va defensar amb noblesa durant tot aquest dia (el 24) i tota la nit següent".

## Conclou la batalla

Armes de Eduard III.

Encara que els flamencs eren, suposadament, aliats dels anglesos, no hi ha menció documental alguna que permeti afirmar que van col·laborar en la batalla. Per tant, el pes de la lluita va caure exclusivament sobre les espatlles del rei. El sobirà afirma que no ho auxili perquè no van poder arribar, els cronistes francesos diuen, en canvi, que se li van unir al vespre del dia de la batalla, amb el combat en el seu punt àlgid.
Segons els anglesos, seu rei es va enfrontar sobre la coberta d'un vaixell amb el comandant francès Nicolás Béhucet i va resultar ferit. Encara que això sigui probable (com queda dit, un vaixell insígnia acostumava a enfrontar-se amb el seu homòleg enemic), no hi ha testimonis sobre aquest succés provinents de l'altre bàndol.
La batalla va acabar amb la destrucció total de la flota francesa i un esgarrifós recompte de víctimes. Segons els comentaris dels testimonis anglosaxons, el nombre de baixes enemigues oscil·lar entre 20.000 i 30.000 morts. Les fonts angleses assenyalen que Hugo Quiéret va morir en combat, mentre que Béhucet va ser penjat del pal major per ordre d'Eduard III d'Anglaterra. El corsari italià Egidi Boccanegra va aconseguir escapar a mar obert, emportant-se un enorme botí: dos vaixells anglesos capturats, carregats de tresors.
Amb la situació dominada, Eduard va ordenar que gran quantitat de tropes desembarquessin per a la caça i extermini dels supervivents francesos. Després de la persecució, a penes unes desenes de normands van escapar amb vida.

## Conseqüències
Després de la victòria, els vaixells anglesos van romandre ancorats durant diversos dies, el que sembla suggerir que els danys van ser molt més grans del que donen a entendre les fonts angleses, que manifesten que l'enorme destrucció de l'enemic es va aconseguir a molt baix cost material i amb molt poques baixes pròpies.
La destrucció pràcticament total de les forces franceses a Sluis va servir perquè els anglesos aconseguissin a continuació dos rellevants victòries, aprofitant la debilitat militar dels francesos: Crecy (1346) i Poitiers (1356). Després d'aquesta batalla, i capturat el rei de França amb tota la seva cort, França es va veure obligada a signar el (per França desastrós) Tractat de Berigio (1360), que cedia a Eduard totes les terres que exigia excepte el ducat de Normandia.
Una altra important conseqüència de Sluis va ser que els generals i almiralls francesos van aprendre a copiar la tàctica d'Eduard, i contraatacar sobre la costa anglesa amb mètodes similars. Des 1360 en endavant, i almenys fins a 1401, les flotes franceses van assolar la costa meridional anglesa, provocant ingents danys materials i innombrables baixes, especialment entre la població civil.